# Тамга (венд)
Tamga hamulifera — маленька викопна тваринка, знайдена в вендських відкладеннях Білого моря. Родова назва походить від тюркського родового знака — тамги, а видова складена зі слів лат. hamulus — гачок і дав.-гр. φέρω — носити.

## Опис
Тамга має дископодібне тіло довжиною 3-5 мм з сімома гачкоподібними ізомерами, розташованими у формі зірки всередині чітко вираженої несегментованої периферичної зони. Tamga hamulifera, ймовірно, пов'язана з проартикулятами. Поділ на сегментовану і несегментовану зони нагадує будову онеги, а форма сегментів робить її схожою на прекамбридія.